# Волгоцеммаш
ОАО «Волгоцеммаш» (ВЦМ) — российское предприятие, выпускающее оборудования для цементной промышленности. Расположено в городе Тольятти, Самарская область. 

## История

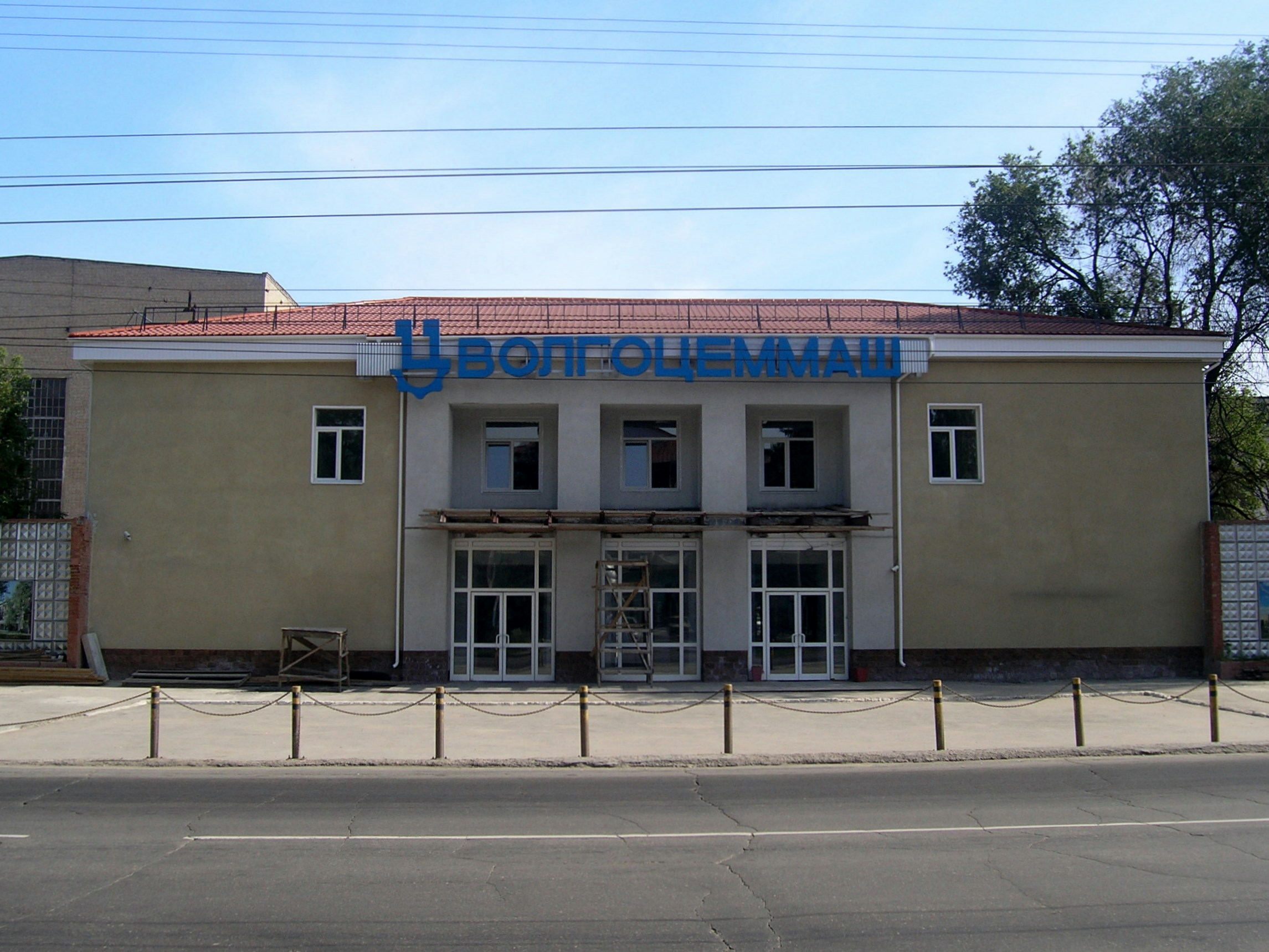
Проходная завода

В городе Ставрополе Куйбышевской области (ныне Тольятти) после строительства Жигулёвской ГЭС освобождались строительные мощности Куйбышевгидростроя, появилось достаточное количество электроэнергии для размещения новых производств.
Постановлением № 1550 Совета Министров СССР от 24 августа 1955 Министерством строительного, дорожного машиностроения СССР в 1956 году приступило к строительству завода цементного оборудования в Ставрополе, Куйбышевской области.  Приказом № 14 от 02.02.1956 Министра строительного и дорожного машиностроения заводу было присвоено название «Ставропольский завод цементного оборудования «Строммашина». Завод ВЦТМ строил ордена Ленина Куйбышевгидрострой.
20 апреля 1959 г. завод был введен в строй действующих предприятий. Дирекция строящегося завода была подчинена Главному управлению «Главстроммашина» Министерства строительного и дорожного машиностроения. В июне 1957 г. переподчинен второму управлению Куйбышевского совнархоза.
09 июня 1958 г. Постановлением № 59 Куйбышевского совета народного хозяйства Куйбышевского экономического района заводу было присвоено новое наименование «Ставропольский завод цементного оборудования «Волгоцемтяжмаш».
В августе 1964 году завод был переименован в «Тольяттинский завод цементного оборудования «Волгоцемтяжмаш» Управления общего машиностроения Средневолжского совнархоза. Постановлением № 379 от 10.04.1958 году Совета Министров СССР на завод были возложены функции головного предприятия отрасли по производству технологического оборудования для изготовления цемента сухим способом и производства цементного технологического оборудования с печами размером 5х185 м.
В ноябре 1965 году завод был передан Министерству строительного, дородного и коммунального машиностроения. В январе 1966 г. заводу было изменено название – Волжский завод цементного машиностроения (ВЗЦМ) или Волгоцеммаш.
В 1971 г. завод награжден орденом Трудового Красного Знамени за досрочное выполнение заданий 8 пятилетки.
В августе 1975 завод перешел в подчинение Всесоюзного промышленного объединения цементного машиностроения «Союзцеммаш».
В июле 1981 году образовано производственное объединение Волгоцеммаш в составе того же министерства, куда вошли завод Волгоцеммаш, завод литья и поковок, Куйбышевский завод «Строммашина» и Всесоюзный научно-исследовательский институт цементного машиностроения (ВНИИцеммаш) — последний который занимался разработкой цементного оборудования.
В 1985 году приказом министра Костромской завод «Строммашина»  выведен из состава ПО Волгоцеммаш. В 1987 г. завод литья и поковок преобразован в металлургическое производство Волгоцеммаш.
В 1989 г. ПО Волгоцеммаш входило в состав концерна по производству цемента «Цемент» с подчинением Государственной ассоциации промышленности строительных материалов.
В 1994—2024 гг. входе приватизации в акционерное общество, предприятие входило в состав корпорации ПАО «Тольяттиазот», через «Тольяттихимбанк»
Продукция завода поставлялась в такие страны как Венгрия, Финляндия, Турция, Иран, Индия, Эфиопия и другие (всего 28 стран). Завод получил за свою продукцию пять золотых, восемнадцать серебряных и тридцать пять бронзовых медалей ВДНХ. В качестве товаров народного потребления «Волгоцеммаш» выпускало мебель, прежде всего кухонные гарнитуры.
В структуру завода «ВЦМ» входит дом культуры ДК «Машиностроитель» на ул. Ленинградской, 2А и пионерский лагерь «Юность» на лесопарковом шоссе г. Тольятти. Выпускается заводская газета «Волжский Машиностроитель», тираж 400 экз. (2017)

## Проекты
В 1990-х ТОАЗом было закуплено оборудование итальянской компании Danieli, на территории ВЦМ, начато строительство сталелитейного комплекса, однако работы не были завершены и проект с оборудованием был законсервирован. В разное время промплощадку рассматривали разные организации среди них Pirelli для шинного завода и ОАО «Металлургический холдинг» из Екатеринбурга для металлургического производства.
В 2013 году руководство предприятия вернулась к своему проекту сталелитейного комплекса на территории завода ОАО «Волгоцеммаш», в реконструкцию завода было заложено 17 млрд. рублей, однако экологи и городская администрация выступила против. В 2015 году предприятие оспорило в суде  Постановление Мэра Тольятти С.И.Андреева «Об отказе ОАО «Волгоцеммаш» в выдаче разрешения на реконструкцию объекта капитального строительства «Тольятти ОАО «Волгоцеммаш». Электросталеплавильный цех. Реконструкция. 1 этап».
В 2018 году проект металлургического завода по переработке черного металла был представлен в Думу Тольятти, однако проект не прошел экологическую экспертизу. Ярым противником выступил депутат СГД и главный врач Николай Ренц.

## Деятельность
Выпускаемая продукция:
- Агломерационное оборудование (машины и механизмы окусковывания сырья).
- Дробилки.
- Оборудование для гравитационного, магнитного и электрического обогащения.
- Сепараторы.
- Мельницы для тонкого измельчения.
- Краны на гусеничном ходу.
- Технологическое оборудование для цементной промышленности.
- Вращающиеся печи для обжига керамзита.
- Нефтеналивные цистерны.
- Бандажи.
- Обечайки.
- Краны портальные-перегрузочные.

Фотогалерея
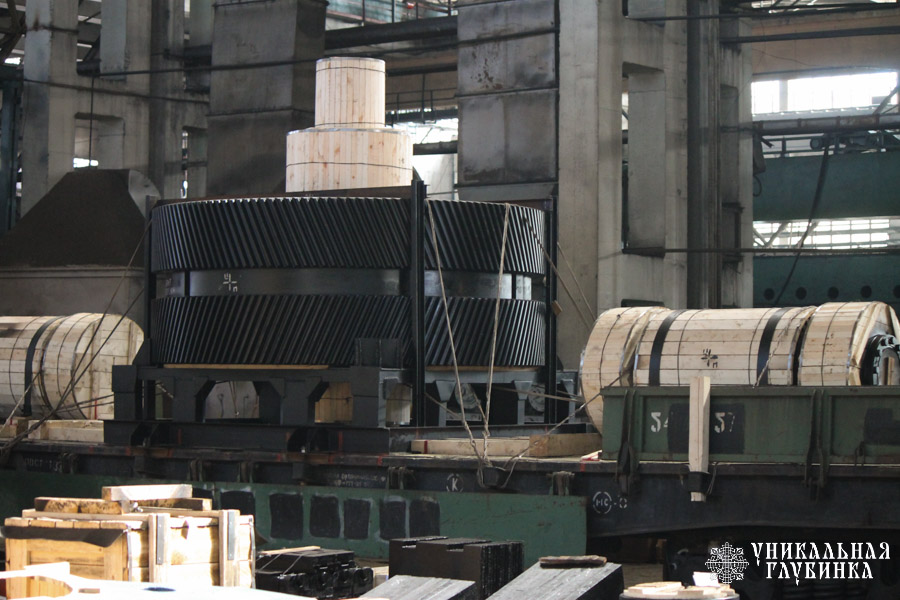
Продукция завода - зубчатое колесо
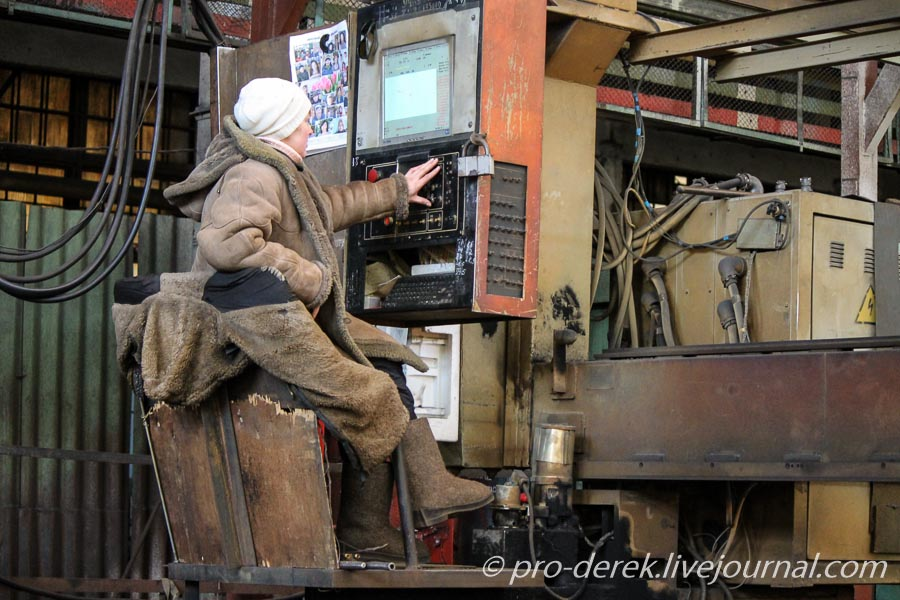
Машина термической резки
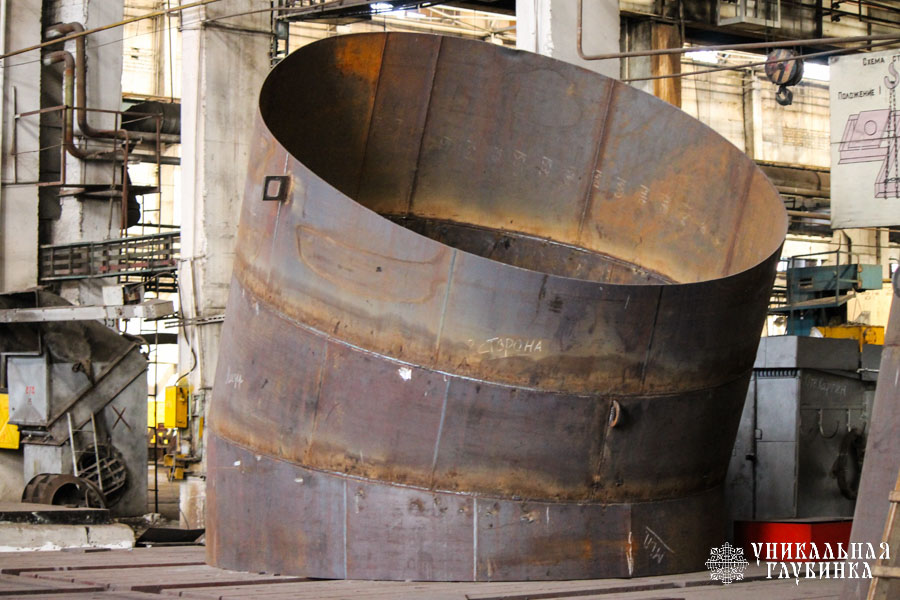
Продукция завода
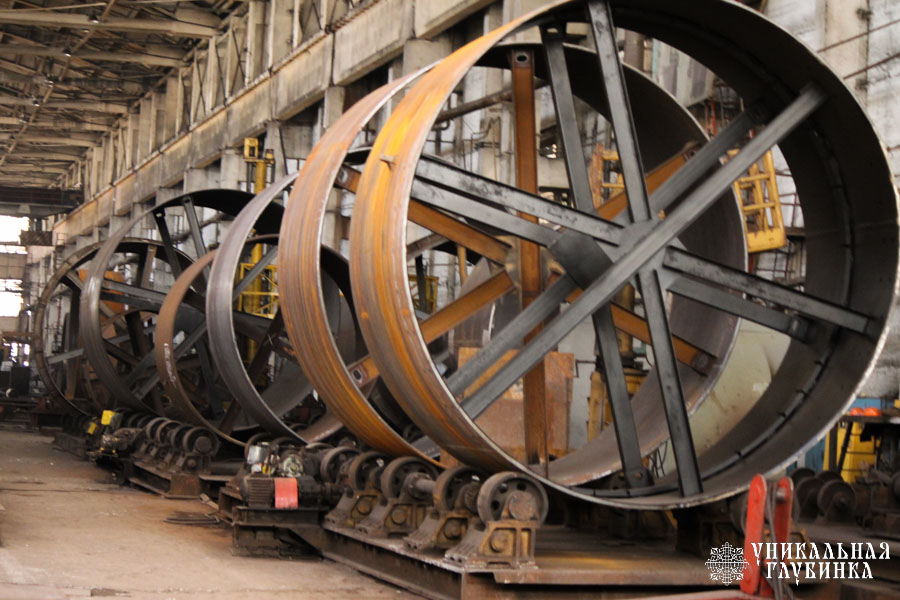
Продукция завода — обечайки, детали корпуса печи

## Известные работники
- Панкреев, Анатолий Дмитриевич — полный кавалер ордена Трудовой Славы.
- Сермягин, Валентин Романович — Герой Социалистического Труда.
- Шимолин, Павел Евсимонович — Герой Социалистического Труда.
- Морозов, Анатолий Тимофеевич — заместитель директора по капитальному строительству, депутат ГД